# Place Jean De Paduwa

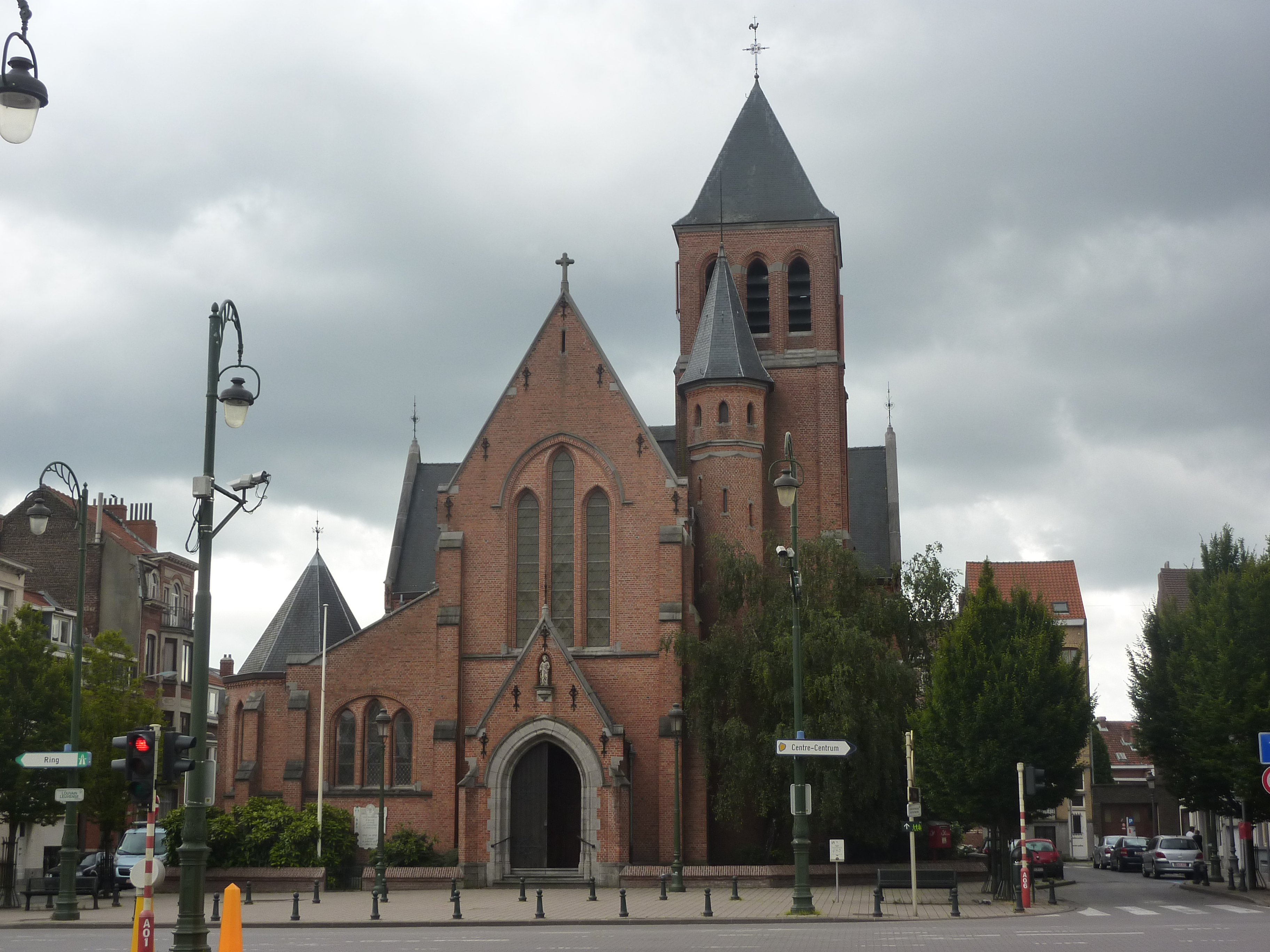
L'église Saint-joseph sur la place Jean De Paduwa

La place Jean De Paduwa (en néerlandais : Joannes De Paduwaplein) est une place bruxelloise de la commune d'Evere, située sur la chaussée de Louvain. Elle forme le centre du quartier Paduwa.
La place porte le nom de l'abbé Jean De Paduwa, né à Wambeek le 29 janvier 1837 et décédé à Evere le 20 juillet 1906, fils de Jean-François De Paduwa, né à Wambeek le 25 octobre 1813 et décédé à Gooik le 25 mai 1885, et de Marie Joseph Sneppe, née à Lombeek-Sainte-Catherine le 30 janvier 1814 et y décédée le 20 décembre 1873. L'abbé Jean De Paduwa, curé de la paroisse Saint-Vincent, fut l'instigateur de la construction de l'église Saint-Joseph.

## Adresse notable
- Église Saint-Joseph